# Historia del cannabis
Este artículo habla acerca de la historia del Cannabis.
La Cannabis sativa es una de las más antiguas plantas cultivadas. Aunque los documentos más antiguos de su uso datan del 2600 a. C., existe evidencia que sugiere el uso de cannabis en Europa y Asia Oriental en el Holoceno temprano (alrededor del 8000 a. C.). Fue introducida al Nuevo Mundo por los españoles en 1530-1545.

## Cáñamo en tejidos

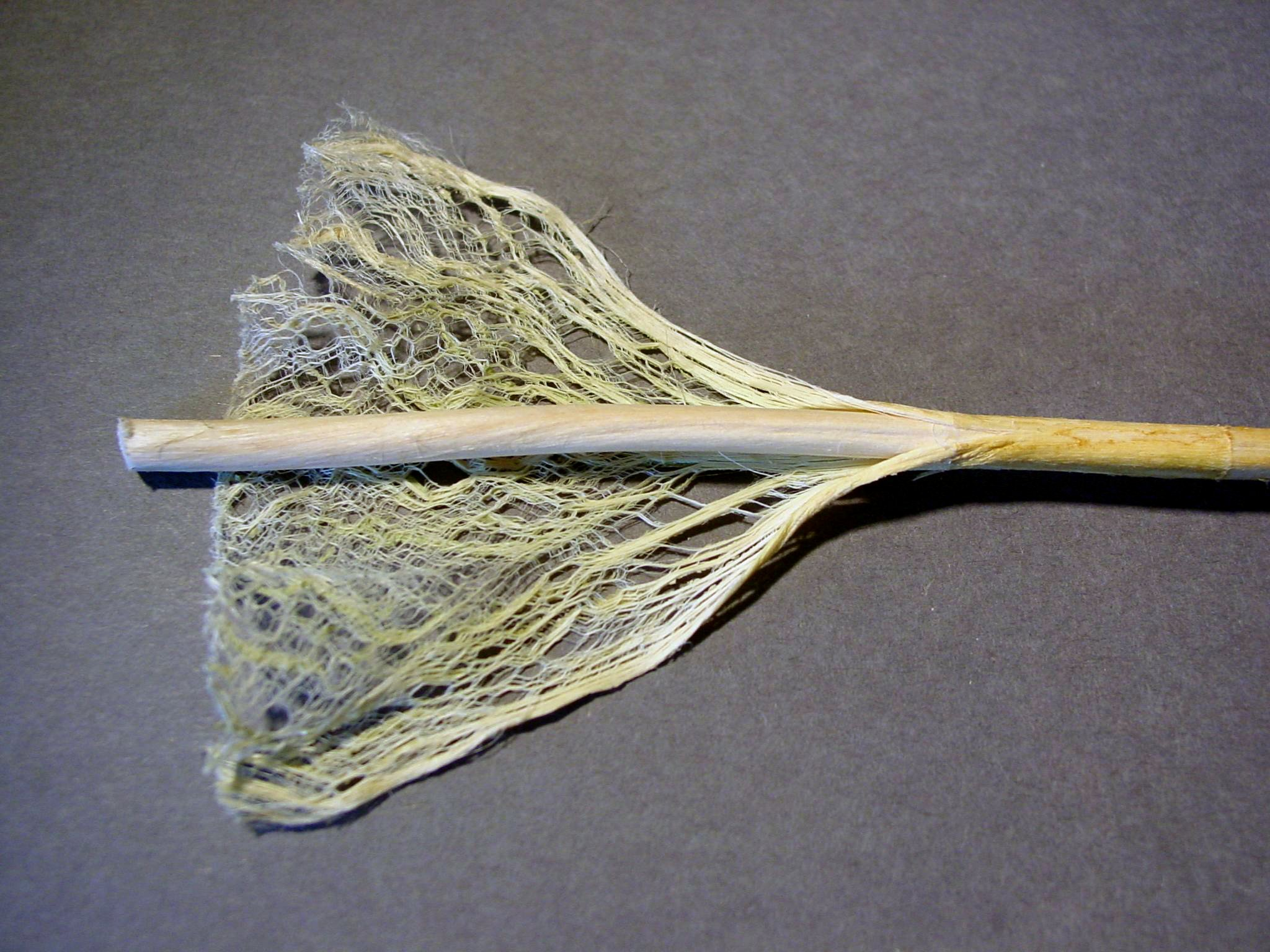
Tallo de cannabis donde se muestran las fibras.

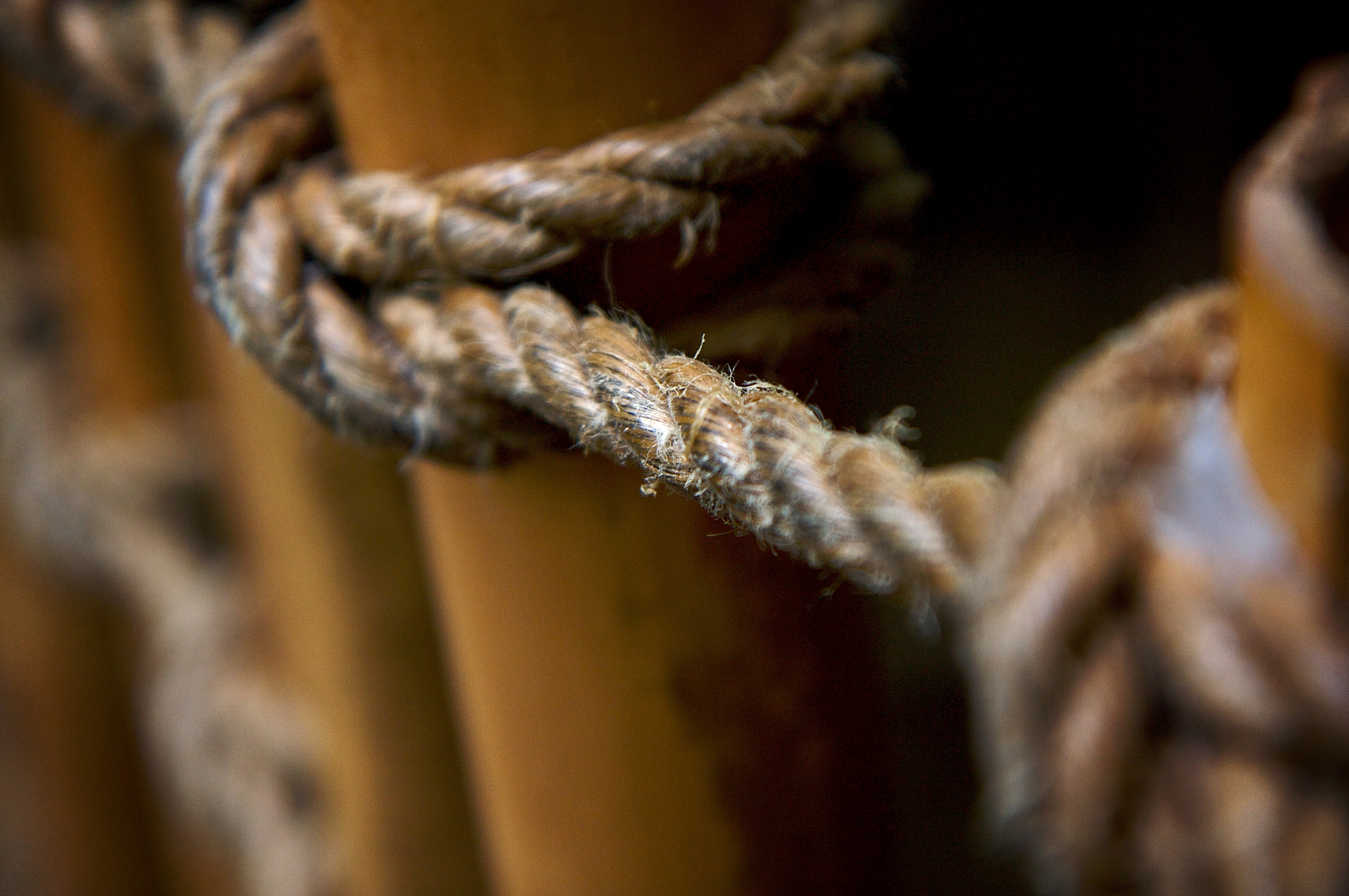
Cuerda hecha de cáñamo

Los tejidos hechos de fibras de cáñamo (cannabis) tienen una antigüedad de 6000 años. En el herbario Pen Ts’ao Ching ya se hace una clara mención de las propiedades psicotrópicas del cáñamo. Este herbario se compiló en el siglo I de nuestra era, pero se ha atribuido de forma tradicional a un legendario emperador que vivió alrededor del año 2700 a. C.

## Cannabis como medicina
Aparte de su uso universal como psicotrópico, la marihuana ha sido usada como medicina durante miles de años, con evidencias que datan de 2737 a. C. En la actualidad se usa principalmente para controlar las náuseas extremas derivadas de la quimioterapia del cáncer o del sida, así como para reducir la presión intraocular en los enfermos de glaucoma. La marcada efectividad de la marihuana fumada y del tetrahidrocannabinol (Δ9-THC) por vía oral como medicamento antináusea, así como de la marihuana fumada para tratar el glaucoma, forzó una serie de modificaciones en las leyes antidroga y la introducción de excepciones en el uso del cáñamo en ciertos casos.

## El cáñamo en el hinduismo
El cáñamo ha disfrutado durante largo tiempo de un papel ritual en la India y quizá sea esta planta la que menciona el Átharva Veda como embriagante sagrado, creado junto al amrita o poción del soma (otra planta desconocida) cuando los dioses y los demonios batieron el océano de leche para extraer toda clase de bienes.
Los preparados de cáñamo llamados a veces viyaia (‘victoria’, en sánscrito) son especialmente sagradas para el dios Shivá y se presentan en tres formas: bhang, una preparación de las hojas usadas en bebidas como la bhang lassi, que toman los devotos shivaístas antes de visitar templos importantes, la gañya (o botones florales) y el charas (resina pura).
Estos dos últimos se fuman habitualmente en un chillum o pipa recta que se sostiene verticalmente.
Los preparados del cáñamo tuvieron un papel prominente en los ritos de adoración del dios tribal de la India pre-védica Jagannath del Jagannath Mandir en Puri, Orissa. El uso ritual del cánnabis entre los hindúes ha sido recogido por Swami Agehanandra Bharati (citado en Schleiffer, 1979).
El cáñamo es usado ampliamente por la etnomedicina asiática por ejemplo como sedante y analgésico en Tailandia y por vía tópica en las afecciones dermatológicas por los khasi' y garo de Meghalaya (India).
En Haryana (India), las hojas de cánnabis sativa se toman oralmente con miel para combatir la tos, mientras que en Nepal el jugo de las hojas del cánnabis sativa se utiliza como vulnerario.

## El cáñamo en Occidente
El cannabis está presente en Europa desde la prehistoria, con su cultivo empezando en la Edad del Bronce o del Cobre. En Occidente, el cannabis fue mencionado por Heródoto en el siglo V a. C. cuando se dice que los misteriosos escitas lo arrojaban sobre piedras calientes en una especie de saunas y se embriagaban al inhalar los vapores. Los médicos de la antigüedad Dioscórides y Galeno mencionaron el uso del cáñamo en medicina, y existen indicios de su uso como embriagante en el mundo clásico.

## El cáñamo en el mundo árabe
El cáñamo adquirió la mayor importancia social y ritual en el mundo árabe, siendo Marco Polo el primero que dirigió la atención de los europeos hacia el uso del cáñamo entre los árabes del siglo XIII. Polo habló de un misterioso “viejo de la montaña” que poseía un fantástico jardín lleno de delicias, entre ellas mujeres jóvenes y bellas hacia las que llevaba a los hombres drogados convenciéndoles así de que poseía la llave del paraíso. De este modo se ganaba su fidelidad y los utilizaba como «asesinos». Según la tradición este hombre no era otro que Hassan i Sabbah, la droga el hachís y la secta la de los hashishin (nombre del que deriva el término  «asesino»).
Rudolf Gelpke ha intentado discernir entre hechos y ficción en la elaborada leyenda del “viejo de la montaña”.
No hay duda, sin embargo, de la importancia del cáñamo en el mundo árabe, siendo mencionada la droga por Scheherezade en Las mil y una noches y ha sido asociada con la secta esotérica sufí de los “derviches giróvagos”. Incluso en el siglo XXI, la mayor parte del hachís de Europa proviene del Rif marroquí, donde la droga recibe el nombre de kif. La historia africana del cáñamo ha sido recopilada por Du Toit (1980).

## El cáñamo en elNuevo Mundo
En 1492 las naves de la flota de Cristóbal Colón que llegaron a América trajeron en torno a 80 toneladas de derivados del cáñamo como cuerdas, redes, velas y demás utensilios navales. En 1530 Pedro Cuadrado, originario de Alcalá de Henares, conquistador de la hueste de Hernán Cortés trae las primeras semillas de cannabis y la Real Audiencia, presidida por el obispo Juan de Zumárraga, autoriza el cultivo de cáñamo en Nueva España para estimular una economía próspera. En 1545 el rey Carlos I de España, emite una real ordenanza para sembrar cáñamo en las Indias occidentales y pide el apoyo de virreyes y gobernadores. Los españoles llevan entonces el cannabis a la América del sur.

## Primer estudio científico
En 1845, J. J. Moureau (de Tours) publicó en París el primer estudio científico del cáñamo, en el que se incluían ensayos realizados en sí mismo y en residentes de Egipto. Moreau fue el centro de un círculo literario parisino llamado Le Club des Hashishins en cuyas reuniones se consumía una variedad de hachís llamada dawamesk. Dos destacados miembros de este club fueron el poeta Charles Baudelaire, cuyo libro Les paradis artificiels (Los paraísos artificiales) describía poéticamente los efectos del opio y del hachís y el escritor francés Théophile Gautier, quien escribió dos artículos acerca de sus experiencias con el cáñamo.

## El cáñamo en la literatura
Los relatos del poeta estadounidense Bayard Taylor sobre sus experimentos con el hachís precedieron en cinco años a los de Baudelaire.
Quizás el trabajo literario más famoso sobre el cáñamo sea el clásico The Hasheesh Eater: Being Passages from The Life of a Pythagorean del estadounidense Fitz Hugh Ludlow, que describió sus experiencias personales con grandes dosis de tintura de Cannabis indica preparada por la firma Tilden & Company para el mercado farmacéutico.
Otro conocido experimentador del hachís fue Walter Benjamin.
La literatura moderna acerca del cáñamo es muy extensa y no la citaremos toda aquí.
Gracias a los esfuerzos literarios de Gautier, Taylor, Baudelaire, Ludlow y otros, el uso del cáñamo se extendió más allá de sus dominios tradicionales, de modo que durante el último siglo y medio se ha utilizado la sustancia en círculos esotéricos de la sociedad occidental. En los Estados Unidos, el uso de la marihuana se asoció a los trabajadores emigrantes mexicanos y a pequeños círculos de músicos negros hasta la década de 1950, cuando su uso entre los miembros del movimiento beat permitió el acceso de otras capas de la sociedad estadounidense a la droga. El uso del cáñamo pasó a ser una característica fundamental de la “era psicodélica” de los sesenta y, con la llegada de los años setenta, por lo menos 24 millones de estadounidenses habían probado la sustancia. Una encuesta del Instituto Nacional para el Abuso de Drogas realizada en 1988 determinó, como mínimo, en doce millones el número de usuarios habituales entre la población estadounidense (de doce años de edad o mayores).